# Pseudeustrotia incommoda
Pseudeustrotia incommoda là một loài bướm đêm trong họ Noctuidae.